# George Benjamin
Sir George William John Benjamin, CBE (* 31. Januar 1960 in London) ist ein britischer Komponist, Dirigent, Pianist und Lehrer.

## Biografie
In der zweiten Hälfte der 1970er Jahre studierte George Benjamin Komposition bei Olivier Messiaen am Pariser Konservatorium, wobei er sich als einer der Lieblingsschüler Messiaens auszeichnete. Später setzte er seine Kompositionsstudien am King’s College, Cambridge bei Alexander Goehr fort.
Seit den 1980er Jahren entstand in rascher Folge eine Anzahl großangelegter Kompositionen wie Sudden Time (für Orchester) oder Three Inventions (für Kammerorchester). Antara (für Ensemble und Elektronik), realisiert am IRCAM, war die erste veröffentlichte Komposition, die mit Hilfe des Notationsprogramms Sibelius zustande kam. 2004 entstanden seine Dance Figures – Nine Choreographic Scenes von 15 Minuten Dauer. Benjamins erste Oper Into the Little Hill für fünfzehn Musiker und zwei Sängerinnen (Text von Martin Crimp nach Der Rattenfänger von Hameln; Dauer 1 Stunde) wurde 2006 uraufgeführt. Benjamins Zusammenarbeit mit Martin Crimp setzte sich fort mit der Oper Written on Skin, einer Parabel über die Grenzen der Macht, die 2012 im Rahmen des Festival d’Aix-en-Provence uraufgeführt wurde.
2016 war Benjamin Künstler der Konzertreihe „Zeitinsel George Benjamin“ am Konzerthaus Dortmund. Als Auftragswerk von sieben großen Opernhäusern und weiteres Gemeinschaftswerk mit Crimp entstanden die Lessons in Love and Violence, die ihre Premiere 2018 im Royal Opera House Covent Garden in London erlebten. Benjamins vierte Zusammenarbeit mit Martin Crimp ist der Einakter Picture a day like this, der im Juli 2023 in Aix mit dem Mahler Chamber Orchestra und den Sängerinnen Marianne Crebassa und Anna Prohaska uraufgeführt wurde.
George Benjamin lebt mit seinem Partner, dem Filmemacher Michael Waldman, in London und lehrt dort am Royal College of Music sowie am King’s College London. Er ist regelmäßiger Gastdirigent der London Sinfonietta, für die er auch Auftragskompositionen geschrieben hat.

## Auszeichnungen
- 2002 erhielt Benjamin den Music Award for large scale compositions der Royal Philharmonic Society in London für Palimpsests
- 2009 Music Award for large scale compositions für die Komposition Into the Littele Hill aus dem Jahre 2006.[4]
- 2013 erhielt die Uraufführung seiner Oper Written on Skin beim Festival d’Aix-en-Provence den International Opera Award
- 2014 zeichnete ihn das amerikanische Klassik-Magazin Musical America als Komponist des Jahres 2014 aus.[5]
- 2017 wurde er als Knight Bachelor („Sir“) geadelt
- 2023 Ernst von Siemens Musikpreis[6]
- 2023 BBVA Foundation Frontiers of Knowledge Award